# Drzewo z Tule

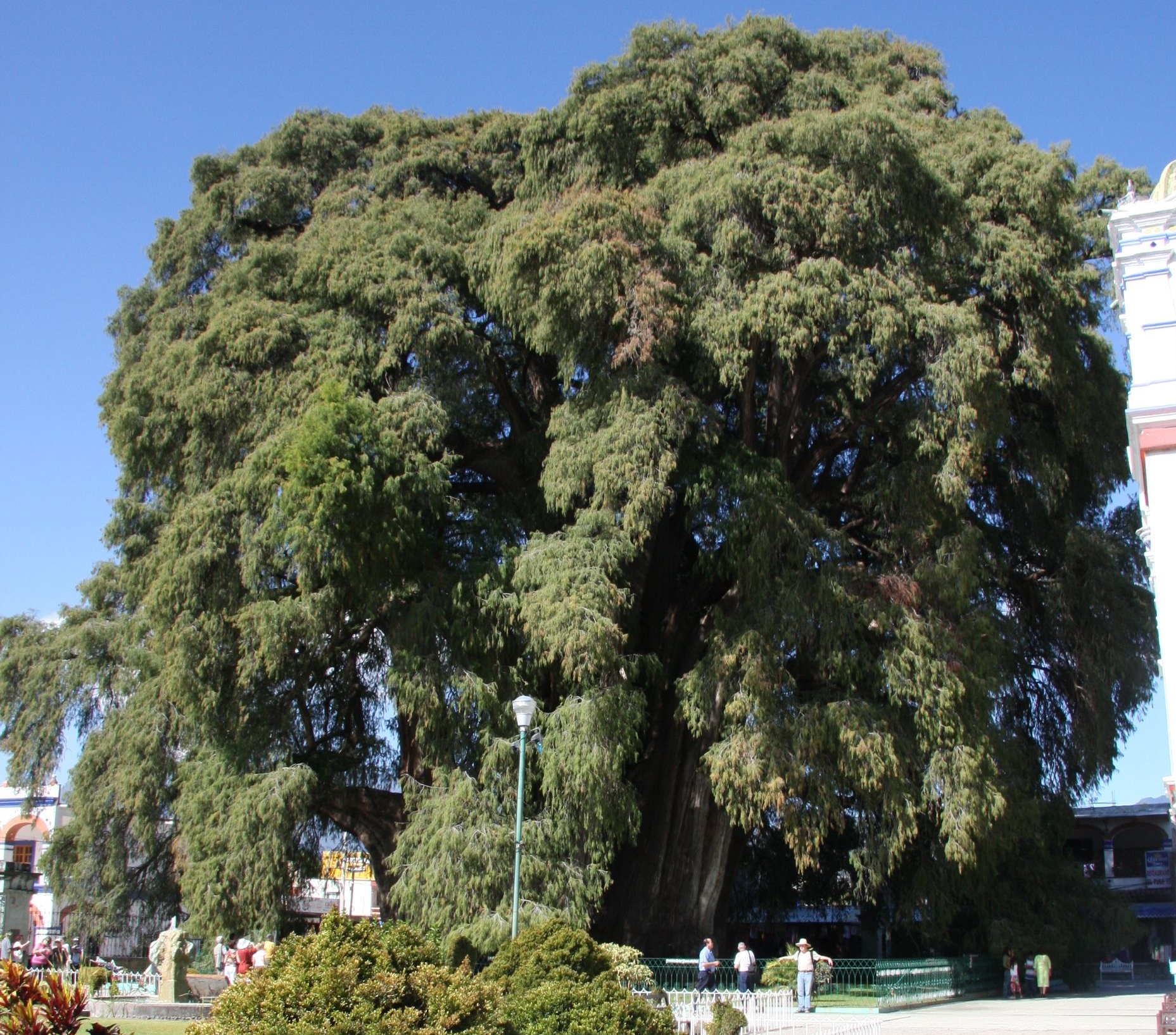
Drzewo z Tule

Drzewo z Tule (hiszp.: Árbol del Tule) – drzewo rosnące w miasteczku Santa María del Tule w meksykańskim stanie Oaxaca, ok. 13 km od miasta Oaxaca). Należy do gatunku cypryśnik meksykański (Taxodium mucronatum).

## Wiek i wymiary
W czasie pomiarów w roku 2005, pień drzewa miał obwód 36,2 m, zaś średnica wynosiła 11,62 m (w 1982 miał 35,8 obwodu i 11,42 m średnicy). Drzewo jest jednak wielopniowe i sam zwarty pień, po wyłączeniu rosnących odrębnie osiąga 9,38 m średnicy. Wysokość drzewa wynosi 42 m, natomiast średnica korony 56 m. 
Wiek szacuje się na 1200 do 3000 lat. Według legendy, drzewo zasadził Pechocha – toltecki kapłan boga wiatru Ehécatla około 1400 lat temu. Wspomniane jest jako olbrzymie już w dokumencie z 1590 wydanym w Sewilli, przy czym odnotowano wówczas, że w przeszłości było większe, ale uszkodzone zostało przez uderzenie pioruna.
Drzewo znajduje się na obszarze kultowym, przejętym później przez Kościół katolicki.

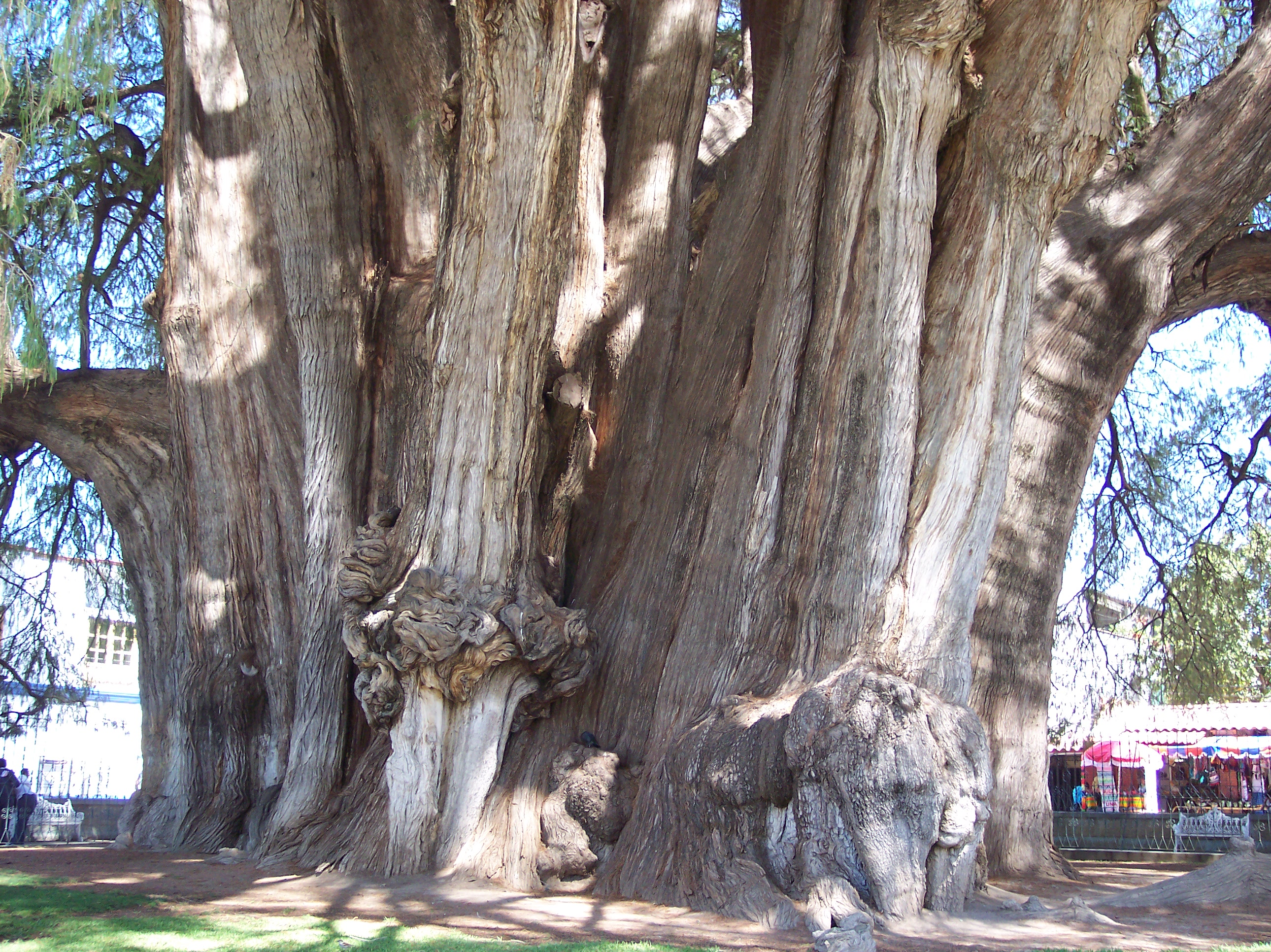
Pień od strony południowo-wschodniej